# Østre Gausdals kommun
Østre Gausdals kommun (norska: Østre Gausdal kommune) var en kommun i Oppland fylke i Norge. Kommunen omfattade den östra delen av nuvarande Gausdals kommun. Tätorten Segalstad bru utgjorde kommunens centralort.

## Administrativ historik
Østre Gausdals kommun upprättades 1879 när Gausdals kommun delades i två och de båda kommunerna Vestre Gausdal respektive Østre Gausdal bildades. Kommunen hade 5 911 invånare vid upprättandet.
Den 1 januari 1962 gick Østre Gausdals kommun, tillsammans med Vestre Gausdals kommun, upp i den då återbildade Gausdals kommun. Kommunens hade då 3 942 invånare.